# Dionisia de Santa Maria Talangpaz
Dionisia de Santa María Mitas Talangpaz (12. března 1691, Calumpit – 12. října 1732, Manila) byla filipínská řeholnice a spoluzakladatelka kongregace Sester augustiniánek rekoletek.

## Život
Narodila se 12. března 1691 v Calumpitu.
Se svou sestrou Cecilií se usadili o svatyně Panny Marie Karmelské v Manile. O tuto svatyni se starali augustiniáni rekoleti, kteří si všimli zbožnosti obou sester. Sestry vstoupili do třetího řádu a žili v konventu. Později z této komunity sester vznikla řeholní kongregace Sester augustiniánek rekoletek.
Sestry byly potomky předhispánské šlechty.
Zemřela 12. října 1732.

## Proces svatořečení
Její proces svatořečení byl zahájen 10. září 1999 v manilské arcidiecézi.